# Живинице
Живинице (босн. , серб. и хорв. Živinice / Живинице) — город, центр одноимённой общины на северо-востоке Боснии и Герцеговины. Административно является частью Тузланского кантона Федерации Боснии и Герцеговины.

## Население

### 1991 год

#### Община
- Всего — 54,783 (100 %)
- Боснийцы — 44,017 (80,34 %)
- Хорваты — 3,976 (7,25 %)
- Сербы — 3,525 (6,43 %)
- Югославы — 2,130 (3,88 %)
- Другие — 1,135 (2,10 %)

#### Город
- Всего — 11,947 (100 %)
- Боснийцы — 7,083 (59,28 %)
- Сербы — 1,597 (13,36 %)
- Хорваты — 1,552 (12,99 %)
- Югославы — 1,276 (10,68 %)
- Другие — 439 (3,67 %)

## Известные люди
- Элвер Рахимич, футболист (полузащитник)
- Борис Живкович, футболист
- Мирсад Бешлия, футболист (нападающий)
- Альмир Муминович, футболист (нападающий)
- Мату Джакович, журналист
- Эмир Шишич, югославский лётчик
- Аднан Бабаич, певец
- Мухамед Бороговац, певец